# Carlo Ceresoli
Carlo Ceresoli (né le 14 juin 1910 à Bergame en Lombardie et mort le 22 avril 1995) était un footballeur international italien champion du monde et un entraîneur.

## Biographie
En tant que gardien de but, Carlo Ceresoli dit Carletto porta à sept reprises le maillot de la Squadra Azzurra (1934-1938) pour aucun but inscrit et dix buts encaissés. Il remporta la Coupe internationale 1933-1935, et participa à la coupe du monde de football de 1938, sans jouer un seul match. Néanmoins, il remporta la coupe du monde.
Il joua pour cinq clubs italiens (Atalanta Bergame, Ambrosiana-Inter, Bologna Football Club, Genova 1893 Circolo del Calcio et Juventus), remportant deux scudetti avec Bologne et une coupe d'Italie avec la Juventus (avec qui il dispute son premier match en bianconero le 15 mars 1942 lors d'un match nul 1-1 contre l'Atalanta en Serie A).
Il entraîna trois clubs italiens dont l'Atalanta Bergame (à trois reprises), mais il ne remporta aucun titre.

## Clubs
| - 1927-1928 : FBC Alzano - 1928-1932 : Atalanta Bergame - 1932-1936 : Ambrosiana-Inter - 1936-1939 : Bologne AGC - 1939-1941 : Genova 1893 - 1941-1942 : Juventus |  | - 1950-1951 : GS Pro Palazzolo Marzoli/AC Marzoli - 1951-1952 : Atalanta Bergame - 1952-1953 : US Salernitana - 1963-1964 : Atalanta Bergame - 1968-1969 : Atalanta Bergame |

## Palmarès

### Club
| Ambrosiana-Inter - Championnat d'Italie : - Vice-champion : 1932-33, 1933-34 et 1934-35. |  | Bologne - Championnat d'Italie (2) : - Champion : 1936-37 et 1938-39. |  | Juventus - Coupe d'Italie (2) : - Vainqueur : 1937-38 et 1941-42. |

### Équipe nationale
Italie
- Coupe du monde (1) :
  - Vainqueur : 1938.

- Coupe internationale (1) :
  - Vainqueur : 1933-1935.